# Apremont (Oise)
Apremont és un municipi francès, situat al departament de l'Oise i a la regió dels Alts de França. L'any 2007 tenia 738 habitants.

## Demografia

### Població
El 2007 la població de fet d'Apremont era de 738 persones. Hi havia 282 famílies de les quals 56 eren unipersonals (24 homes vivint sols i 32 dones vivint soles), 87 parelles sense fills, 115 parelles amb fills i 24 famílies monoparentals amb fills.
La població ha evolucionat segons el següent gràfic:
Habitants censats

### Habitatges
El 2007 hi havia 341 habitatges, 287 eren l'habitatge principal de la família, 37 eren segones residències i 17 estaven desocupats. 334 eren cases i 6 eren apartaments. Dels 287 habitatges principals, 254 estaven ocupats pels seus propietaris, 15 estaven llogats i ocupats pels llogaters i 18 estaven cedits a títol gratuït; 2 tenien una cambra, 12 en tenien dues, 30 en tenien tres, 48 en tenien quatre i 196 en tenien cinc o més. 234 habitatges disposaven pel capbaix d'una plaça de pàrquing. A 98 habitatges hi havia un automòbil i a 166 n'hi havia dos o més.

### Piràmide de població
La piràmide de població per edats i sexe el 2009 era:
| Homes | Edats   | Dones |
| ----- | ------- | ----- |
| 0     | 95 o +  | 0     |
| 0     | 90 a 94 | 0     |
| 8     | 85 a 89 | 4     |
| 8     | 80 a 84 | 12    |
| 8     | 75 a 79 | 8     |
| 12    | 70 a 74 | 4     |
| 24    | 65 a 69 | 32    |
| 24    | 60 a 64 | 12    |
| 28    | 55 a 59 | 32    |
| 36    | 50 a 54 | 40    |
| 44    | 45 a 49 | 44    |
| 20    | 40 a 44 | 24    |
| 28    | 35 a 39 | 28    |
| 24    | 30 a 34 | 24    |
| 16    | 25 a 29 | 20    |
| 12    | 20 a 24 | 12    |
| 32    | 15 a 19 | 28    |
| 16    | 10 a 14 | 20    |
| 52    | 5 a 9   | 44    |
| 16    | 0 a 4   | 20    |

## Economia
El 2007 la població en edat de treballar era de 491 persones, 333 eren actives i 158 eren inactives. De les 333 persones actives 313 estaven ocupades (167 homes i 146 dones) i 20 estaven aturades (9 homes i 11 dones). De les 158 persones inactives 58 estaven jubilades, 56 estaven estudiant i 44 estaven classificades com a «altres inactius».

### Ingressos
El 2009 a Apremont hi havia 292 unitats fiscals que integraven 753 persones, la mediana anual d'ingressos fiscals per persona era de 29.409 €.

### Activitats econòmiques
Dels 30 establiments que hi havia el 2007, 1 era d'una empresa alimentària, 3 d'empreses de fabricació d'altres productes industrials, 3 d'empreses de construcció, 4 d'empreses de comerç i reparació d'automòbils, 2 d'empreses d'hostatgeria i restauració, 1 d'una empresa d'informació i comunicació, 2 d'empreses financeres, 2 d'empreses immobiliàries, 5 d'empreses de serveis, 3 d'entitats de l'administració pública i 4 d'empreses classificades com a «altres activitats de serveis».
Dels 6 establiments de servei als particulars que hi havia el 2009, 1 era un paleta, 1 electricista, 1 empresa de construcció, 1 restaurant i 2 agències immobiliàries.
L'únic establiment comercial que hi havia el 2009 era una fleca.

## Equipaments sanitaris i escolars
El 2009 hi havia una escola elemental.

## Poblacions properes
El següent diagrama mostra les poblacions més properes.